# Опаліпсово
Опалі́псово (рос. Опалипсово) — присілок у складі Великоустюзького району Вологодської області, Росія. Входить до складу Самотовінського сільського поселення.

## Населення
Населення — 48 осіб (2010; 52 у 2002).
Національний склад (станом на 2002 рік):
- росіяни — 100 %